# Xã Gilmer, Quận Adams, Illinois
Xã Gilmer (tiếng Anh: Gilmer Township) là một xã thuộc quận Adams, tiểu bang Illinois, Hoa Kỳ. Năm 2010, dân số của xã này là 1.128 người.